# Marco Branca
Marco Branca (født 6. januar 1965 i Grosseto, Italien) er en italiensk tidligere fodboldspiller (angriber). 
Branca spillede for en lang række klubber i hjemlandet, og var med til at vinde et italiensk mesterskab med Sampdoria og en UEFA Cup-titel med Parma. Han havde også udlandsophold i både England og Schweiz.
Branca nåede aldrig at repræsentere det italienske A-landshold, men var med på et særligt OL-landshold ved OL 1996 i Atlanta

## Titler
Serie A
- 1991 med Sampdoria

UEFA Cup
- 1995 med Parma